# Krasnoselskaja
Krasnoselskaja (ryska: Красносе́льская) är en tunnelbanestation på Sokolnitjeskajalinjen i Moskvas tunnelbana. Stationen ligger vid Krasnoprudnajagatan, öster om korsningen med Krasnoselskajagatan.
Krasnoselskaja är en av stationerna på Moskvas första tunnelbanelinje, den ursprungliga Sokolnitjeskajalinjen som då hade tio stationer. Sträckan mellan Sokolniki och Komsomolskaja byggdes under Krasnoprudnajagatan med öppet schakt-metoden. Byggandet av Krasnoselskaja påbörjades våren 1933 och stationen öppnades den 15 maj 1935 tillsammans med de andra nio stationerna på linjen.
Krasnoselskaja har en rad med tiosidiga pelare, klädda i röd och gul krimmarmor. Väggarna är klädda med gula och röda keramiska plattor.

## Galleri

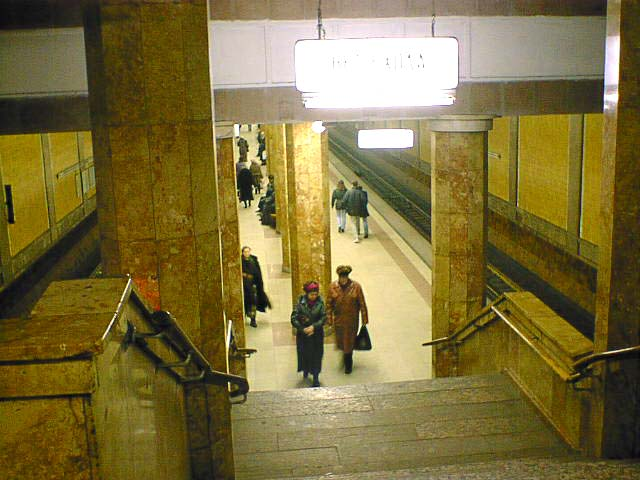
Trappa.